# 迪安娜·特洛伊
迪安娜·特洛伊（英語：Deanna Troi）是《星际旅行：下一代》中的一个主要角色。由玛丽娜·塞迪斯扮演。特洛伊的血统是一半地球人，一半贝塔人，所以拥有感知情感的超能力。她在进取号-D上担任随舰政戰官輔導長。在大部分剧集里，她一直担任少校。在第七季中，特洛伊参加并通过了舰桥军官测试，晋升至中校军衔，同时也继续担任顾问。在影片《复仇女神》中，因为她已经嫁给了威廉·赖克，所以被称为“迪安娜·特洛伊-赖克”。